# Stenellipsis latipennis
Stenellipsis latipennis es una especie de escarabajo longicornio del género Stenellipsis, tribu Acanthocinini, subfamilia Lamiinae. Fue descrita científicamente por Bates en 1874.

## Descripción
Mide 6,5-8 milímetros de longitud.

## Distribución
Se distribuye por Nueva Zelanda.